# لورا بوردن
لورا بوردن (بالإنجليزية: Laura Borden)‏ هي نسوية ‏ كندية، ولدت في 26 نوفمبر 1861 في History of Halifax, Nova Scotia ‏ في كندا، وتوفيت في 7 سبتمبر 1940 في أوتاوا في كندا بسبب قصور القلب.